# Kaleen
Marie-Sophie Kreissl (Wels, 12 november 1994), beter bekend onder haar artiestennaam Kaleen, is een Oostenrijks zangeres.

## Biografie
Kaleen groeide op in Ried im Traunkreis in Opper-Oostenrijk. Op tweejarige leeftijd begon ze met ballet. Vijf jaar later won ze haar eerste titel in ballet op het Oostenrijkse kampioenschap.
Artiesten die Kaleen hebben beïnvloed zijn Dua Lipa, Little Mix, Ariana Grande, Beyoncé en Zara Larsson.
In 2014 deed Kaleen mee aan de Duitse danscompetitie Got to dance waarin ze samen met haar danspartner de finale wist te halen. Sinds 2020 werkt ze als choreograaf en directeur voor de Oostenrijkse omroep ORF. In september 2023 bracht Kaleen haar eerste album, getiteld Stripping feelings, uit.
Op 16 januari 2024 werd Kaleen intern geselecteerd om Oostenrijk te vertegenwoordigen op het Eurovisiesongfestival 2024 in het Zweedse Malmö. Ze trad daar aan met het nummer We Will Rave. In de tweede halve finale behaalde Kaleen de negende plek en in de finale werd ze vierentwintigste. 
In de jaren daarvoor deed Kaleen al ervaring op op het Eurovisiesongfestivalpodium. Zo was ze stand-inzangeres bij repetities, evenals danser en choreograaf bij een intervalact op het Eurovisiesongfestival 2018. Ook was ze creatief directeur voor Spanje en Bulgarije op het Junior Eurovisiesongfestival 2021 en Eurovisiesongfestival 2022. Kaleen was eveneens podiumregisseur bij het Eurovisiesongfestival 2022. Daarnaast hielp ze mee aan de podiumpresentatie van de inzendingen van Oostenrijk, Armenië, Duitsland en Georgië op het Eurovisiesongfestival 2023.
1957: Bob Martin · 
1958: Liane Augustin · 
1959: Ferry Graf · 
1960: Harry Winter · 
1961: Jimmy Makulis · 
1962: Eleonore Schwarz · 
1963: Carmela Corren · 
1964: Udo Jürgens · 
1965: Udo Jürgens · 
1966: Udo Jürgens · 
1967: Peter Horton · 
1968: Karel Gott · 
1971: Marianne Mendt · 
1972: Milestones · 
1976: Waterloo & Robinson · 
1977: Schmetterlinge · 
1978: Springtime · 
1979: Christina Simon · 
1980: Blue Danube · 
1981: Marty Brem · 
1982: Mess · 
1983: Westend · 
1984: Anita · 
1985: Gary Lux · 
1986: Timna Brauer · 
1987: Gary Lux · 
1988: Wilfried · 
1989: Thomas Forstner · 
1990: Simone · 
1991: Thomas Forstner · 
1992: Tony Wegas · 
1993: Tony Wegas · 
1994: Petra Frey · 
1995: Stella Jones · 
1996: George Nussbaumer · 
1997: Bettina Soriat · 
1999: Bobbie Singer · 
2000: The Rounder Girls · 
2002: Manuel Ortega · 
2003: Alf Poier · 
2004: Tie Break · 
2005: Global Kryner · 
2007: Eric Papilaya · 
2011: Nadine Beiler · 
2012: Trackshittaz · 
2013: Natália Kelly · 
2014: Conchita Wurst · 
2015: The Makemakes · 
2016: Zoë · 
2017: Nathan Trent · 
2018: Cesár Sampson · 
2019: PÆNDA · 
2021: Vincent Bueno · 
2022: LUM!X feat. Pia Maria · 
2023: Teya & Salena · 
2024: Kaleen · 
2025: JJ